# Natalino Guillaume
Natalino Guillaume (Pietrelcina, 4 marzo 1888 – Napoli, 28 febbraio 1919) è stato un attore e regista italiano del cinema muto, di origine francese.

## Biografia
Figlio di Onorato e di Itala Truzzi, e fratello di Ferdinand, inizialmente lavorò nel circo di famiglia.
Nel 1903 abbandonò il circo di famiglia, per contrasti con la matrigna Emma Varnadal, e si trasferì in America, dove adottò lo pseudonimo Polidor, già utilizzato dal fratello Ferdinand, che lo seguì qualche anno più tardi.
Tornati in Italia nel 1909 i due fratelli Guillaume abbandonarono il circo per intraprendere la carriera cinematografica e furono assunti dalla Cines di Roma; Natalino esordì nel 1911, nel film Pinocchio (il primo nella storia del cinema sulla vicenda del burattino collodiano), in cui interpretò il ruolo di Lucignolo al fianco del fratello Ferdinand e della futura moglie Lea Giunchi, con la quale qualche anno prima era iniziata la relazione che aveva generato il figlio Eraldo.
Diresse tre film, di cui fu anche interprete nel ruolo di Florindo, personaggio da lui creato.
Morì a Napoli nel 1919, a causa di un incidente d'aviazione verificatosi mentre girava un film.

## Filmografia

### Attore
- Pinocchio (1911)
- Polidor dichiara la guerra (1914)
- Il cervello di Polidor (1914)
- Polidor disturbato (1915)
- Polidor e Mirella suicidi (1916)
- Primavera...profumata (1917)
- L'ombra del pero (1917)
- Il nipote d'america (1917)
- Fra i due litiganti (1917)
- L'enfant terrible (1917)
- I due rivali (1917)
- Come due gocce (1917)
- Il biglietto da cento (1917)
- Un buon impiego (1918)
- Justitia (1919)
- L'ultima fiaba (1920)

### Regista
- Florindo operatore cinematografico (1913)
- Via Crucis di Florindo (1913)
- Florindo vuol studiare il russo (1913)